# Тимофіївка шилувата
Тимофіївка шилувата, тимофіївка шиловидна (Phleum subulatum) — вид рослин з родини злакових (Poaceae); поширений у Північній Африці, південній Європі від Португалії до Криму, у Західній Азії.

## Опис
Однорічна рослина 25–30 см. Суцвіття подовжено-циліндричне 4–6.5 см завдовжки. Колоскові луски 1.5–2 мм довжиною. Стебла 7–42 см завдовжки Листові пластини завдовжки 1–15 см, 1–5 мм завширшки. Суцвіття — волоть завдовжки 1–12 см.

## Поширення
Поширений у Північній Африці, південній Європі від Португалії до Криму, у Західній Азії.
В Україні зростає на кам'янистих відкритих сухих схилах, галечниках і пісках — у західній частині Кримських Передгір'їв і південноик Криму, зрідка.